# 2011 en république démocratique du Congo
Chronologie de l'Afrique
2009 en RDC - 2010 en RDC - 2011 en RDC - 2012 en RDC - 2013 en RDC
2009 par pays en Afrique - 2010 par pays en Afrique - 2011 par pays en Afrique - 2012 par pays en Afrique - 2013 par pays en Afrique

## Chronologie

### Janvier 2011

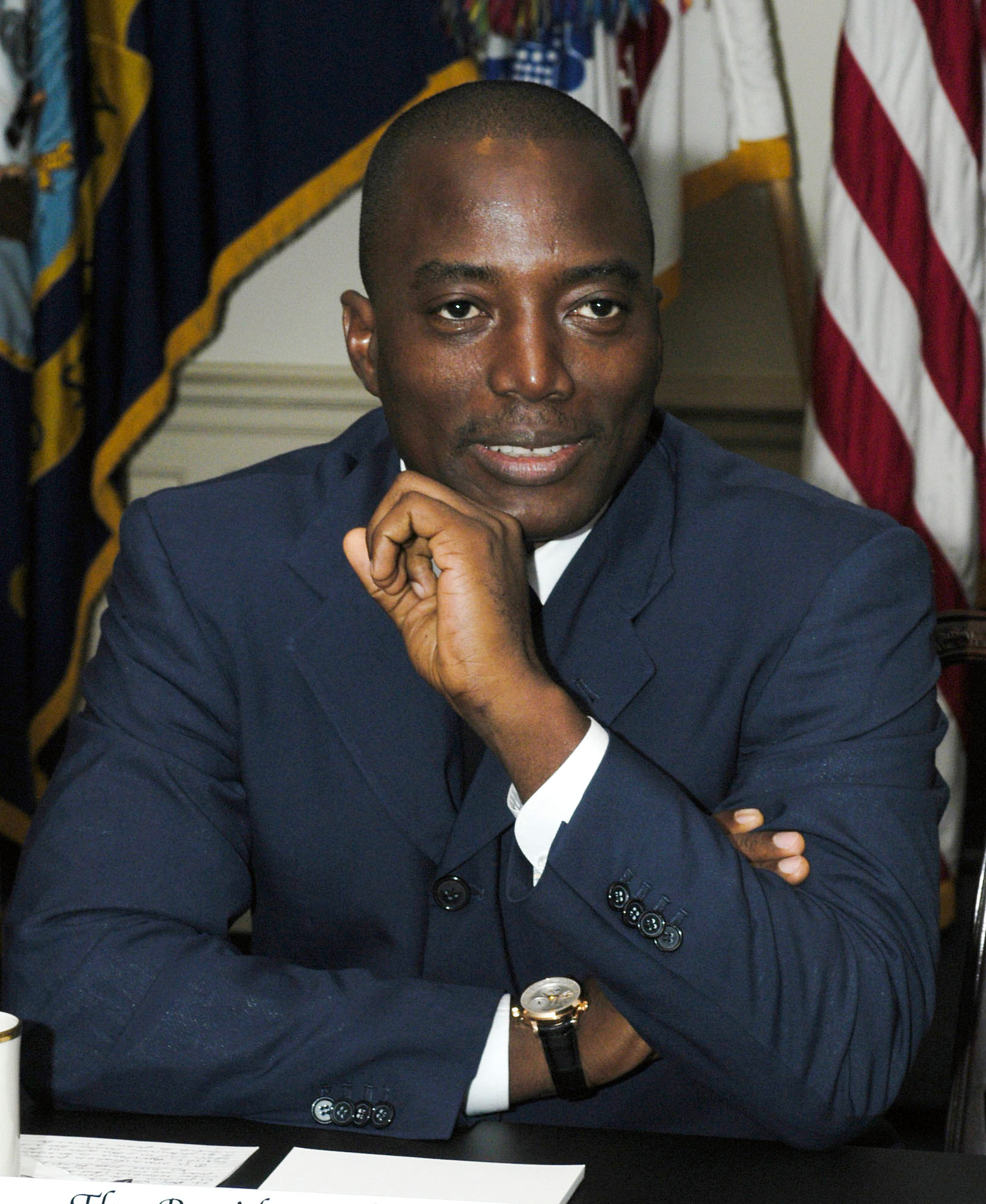
Joseph Kabila
(novembre 2003)

- Samedi 15 janvier 2011 : L'Assemblée nationale et le Sénat adoptent le projet de révision de la Constitution portant notamment sur l'organisation d'une présidentielle à tour unique, qui stipule désormais que le président est élu à la majorité simple des suffrages exprimés et non plus à la majorité absolue au second tour, lors d'une session retransmise à la télévision d’État (RTNC). Sur 608 députés et sénateurs que compte le Parlement, 485 ont voté pour la modification de huit articles de la Constitution congolaise promulguée en 2006, tandis que huit ont voté contre et onze se sont abstenus; plus d'une centaine de députés de l'opposition ont boycotté cette séance. Les principaux partis de l'opposition et l’archevêque de Kinshasa, le cardinal Laurent Monsengwo, contestent cette modification, craignant un passage en force de Joseph Kabila[1].

- Jeudi 20 janvier 2011 : le président de la République, Joseph Kabila promulgue la loi de révision de 8 articles de la constitution[2]. La loi a été votée à la majorité au parlement (les deux chambres) le samedi 15 janvier 2011, 85 membres du congrès ont voté pour, 8 contre et 11 se sont abstenus, une partie de l’opposition a boycotté le vote[3],[4].

### Février 2011
- Mercredi 2 février 2011, Kasaï-Occidental : Au moins dix personnes ont été tuées et plusieurs autres blessées lors du déraillement d'un train de marchandises à cinq km de la gare de Tshimbulu (centre-ouest) sur la ligne Kananga-Lubumbashi, gérée par la Société nationale des chemins de fer du Congo : « huit wagons ont déraillé et se sont complètement couchés sur la voie », la vétusté de la voie ferrée, qui n'a pas été rénovée depuis 40 ans, serait à l'origine du déraillement[5].

- Vendredi 4 février 2011, Katanga : Un « groupe sécessionniste » armé non identifié a tenté à l'aube de prendre le contrôle de l’Aéroport international de Lubumbashi, tirant des coups de feu contre les militaires en garde. Un agent de sécurité civil du groupe George Forrest International a été tué lors de l'attaque. La province du Katanga est la principale région minière de la RDC et recèle plus de 30 % des réserves mondiales estimées de cobalt, 10 % de celles de cuivre, mais aussi de l'étain, de l'or et de l'uranium[6],[7],[8].

- Lundi 7 février 2011 :
  - Le journal néerlandophone belge De Standaard publie des télégrammes diplomatiques américains divulgués par WikiLeaks selon lesquels, en 2009, le président de la République Joseph Kabila aurait versé des pots-de-vin de 200 000 USD à chaque membre du Bureau de l’Assemblée nationale pour pousser Vital Kamerhe à démissionner de son poste de président de l’Assemblée à l’époque[9].
  - Le Conseil de sécurité réaffirme « sa profonde inquiétude » à propos de l'insécurité, des violences et des violations des droits de l'homme qui touchent surtout les femmes et les enfants dans le nord et le sud Kivu, en particulier dernièrement« à Fizi, une ville où des civils ont été blessés et des dizaines de femmes et de filles ont été violées par des éléments des forces armées » du pays. Le Conseil de sécurité appelle « à des poursuites rapides de tous les auteurs de violations des droits de l'homme, y compris ceux mêlés aux incidents de Walikale en juin-juillet 2010 et un engagement ferme de combattre l'impunité » et « exhorte toutes les parties à assurer un environnement pacifique pour la tenue d'élections libres, honnêtes, transparentes et crédibles »[10].

- 10–21 février 2011 : Procès, à la cour militaire délocalisée de Bukavu à Baraka, de Mutware Daniel Kibibi et 8 autres officiers des FARDC pour le viol de 60 femmes dans le territoire de Fizi.

- Dimanche 27 février 2011 : Un groupe d’hommes lourdement armées et non identifiés attaque la résidence de Gombe (au lieu-dit GLM) du président de la République, Joseph Kabila, alors qu’il s’y trouve, vers 13h30, heure locale. Ils sont repoussés par la garde républicaine, sept d’entre eux sont tués, et seize sont faits prisonniers[11]. À 16h00, le ministre de la Communication, Laurent Mende, annonce que la situation est sous contrôle et que les institutions en place fonctionnent normalement[12].

### Mars 2011
- Début mars 2011 : création de la réserve de la Ngiri dans la province de l’Équateur[13].

- Vendredi 11 mars 2011 : Le vice-premier ministre de l’Emploi, du Travail et de la Prévoyance Sociale, Mobutu Nzanga, président de l’UDEMO et fils de l’ancien président du Zaïre Mobutu Sese Seko, est limogé par le président de la République Joseph Kabila, brisant l’alliance AMP–UDEMO.

- Jeudi 10 mars 2011 : Le président congolais (Congo-Brazzaville), Dénis Sassou Nguesso a exprimé son refus à la demande d’extradition de deux évadés du Congo-Kinshasa, Udjani Mangbama, chef du Mouvement de Libération Indépendante des Alliés (MLIA), et le général Faustin Munene, condamné à perpétuité, citant le cas de Pierre Mulele qui avait été extradé et exécuté en 1968[14].

- Lundi 21 mars 2011 : 32 personnes sont mortes du choléra sur un total de 478 cas enregistrés depuis fin février dans la région de Kisangani (zones de Yakusu et de Lubunga)[15].

- Vendredi 25 mars 2011 : Le Congo-Kinshasa rappelle son ambassadeur accrédité au Congo-Brazzaville, Esther Kirongozi sans motif communiqué[16].

- Jeudi 31 mars 2011 : Le Congo-Kinshasa rappelle cinq de ses diplomates en poste à Brazzaville[17].

- Lundi 28 mars 2011 : Selon Médecins sans frontières, l'épidémie de rougeole, qui sévit depuis 2010 et a fait plus de 21 000 malades et au moins 210 morts, est devenue « incontrôlable »[18].

### Avril 2011
- Lundi 4 avril 2011 : Un avion Fokker 100 de la MONUSCO s'est écrasé lors de son atterrissage à l'aéroport de Kinshasa, faisant 32 morts[19].

- Mardi 19 avril 2011 : Un accident de camion sur la route a fait au moins 32 morts près de Goma dont en majorité des enfants[20].

- Dimanche 24 avril 2011, Sud-Kivu : Le naufrage d'un bateau sur le lac Kivu a fait 6 personnes noyées et une vingtaine d'autres disparues.

- Jeudi 28 avril 2011 : un accident de train sur l’axe Lubumbashi—Mwene-Ditu à Kalenda fait 50 morts à la suite du déraillement du train[21],[22].

### Mai 2011
- Lundi 2 mai 2011, Kasaï : Le naufrage d'une baleinière sur un affluent du fleuve Congo a causé la mort de plus de cent passagers dans la localité de Katoka. Une trentaine de personnes ont pu être secourues[23].

- Mercredi 4 mai 2011 : Selon l'ONG catholique Caritas, « du 1er au 19 avril, au moins cent femmes ont été violées lors de l'expulsion d'Angola de 5.400 Congolais, dont 153 enfants » dans la province du Kasaï occidental[24].

- Mercredi 11 mai 2011 : Selon le American Journal of Public Health, plus de 1 100 femmes sont victimes de viol chaque jour dans le pays, sur la base de 400 000 femmes et jeunes filles de 15 à 49 ans violées en un an sur 2006 et 2007, mais « les violences sexuelles ont doublé en 2009 par rapport à 2008 ». En fait, les viols « sont sous-déclarés de manière chronique pour cause de stigmatisation, de honte, d'impunité ressentie et parce que les femmes plus jeunes, plus âgées et les hommes n'ont pas été comptabilisés » parmi les victimes[25].

### Juillet 2011
- Vendredi 8 juillet 2011 : un Boeing 727 de la compagnie aérienne Hewa Bora s’écrase peu avant d’arriver à l’aéroport de Bangboka à Kisangani ; le gouvernement décrète trois de deuil national[26],[27].

### Novembre 2011
- Samedi 26 novembre 2011 : échauffourées lors du dernier jour de la campagne électorale de l’élection présidentielle, faisant au moins 10 morts et 40 blessés[28].